# Written in Red
Written in Red è il tredicesimo album studio dei The Stranglers, prodotto da Andy Gill dei Gang of Four.

## Il disco
Il lancio mediatico dell'album avvenne il 13 dicembre 1996 all'Euro Disney di Paris, con una esibizione live della band durante la quale vennero suonate, tra le altre, le tracce Always the Sun, Golden Brown e Let Me Introduce You to the Family.
La settimana della pubblicazione dell'album la band tenne concerti live a molti negozi della catena HMV, tra cui quelli di Birmingham, Nottingham, Sheffield e Leeds.
In Heaven She Walks fu l'unico singolo estratto da quest'album, e si piazzò alla posizione #86 della classifica inglese dei singoli.
Si tratta del primo album dei The Stranglers che non è entrato nella top 40 degli album inglese: raggiunse infatti la posizione #52 nel febbraio 1997.

## Tracce
1. Valley of the Birds – 3:15
2. In Heaven She Walks – 3:49
3. In a While – 3:19
4. Silver into Blue – 3:28
5. Blue Sky – 3:41
6. Here – 4:21
7. Joy de Viva – 3:39
8. Miss You – 3:52
9. Daddy's Riding the Range – 4:19
10. Summer in the City – 3:27
11. Wonderful Land – 3:41

## Formazione
- Paul Roberts - voce
- John Ellis - chitarra
- J.J. Burnel - basso, voce d'accompagnamento
- Jet Black - batteria
- Dave Greenfield - tastiere, voce d'accompagnamento